# ハリテルセース
ハリテルセース（古希: Ἁλιθέρσης, Halithersēs ）は、ギリシア神話の人物である。長母音を省略してハリテルセスとも表記される。
ハリテルセースはイタケー島の老人で、オデュッセウスの一族とも親交が深かった。また鳥占いに長け、オデュッセウスがトロイア戦争に参加するさいに帰国に20年かかることを予言した。テーレマコスが集会を開いて求婚者たちの横暴を訴えたときも、ハリテルセースは鳥の飛翔を見て、オデュッセウスが帰国し、求婚者たちが誅殺されることを予言した。またハリテルセースはテーレマコスの船旅の用意をし、エウペイテースをはじめとするオデュッセウスに誅殺された求婚者の親たちが復讐しようとしたときには説得を試みた。